# جهاد احمد جبریل
جهاد احمد جبریل (۱۹۶۱ – ۲۰ مه ۲۰۰۲)، از اعضای جبهه خلق برای آزادی فلسطین – فرماندهی کل در لبنان و فرزند بزرگ احمد جبریل بود که در ۲۰ مه ۲۰۰۲ در بیروت ترور شد.

## سال‌های اولیه زندگی
وی در سال ۱۹۶۱ میلادی، در دمشق در سوریه به دنیا آمد. وی پسر ارشد احمد جبریل است. وی در لیبی دوره‌های نظامی را در سال‌های ۱۹۸۱ تا ۱۹۸۳ پشت سر گذاشت و با درجه سرهنگ دومی فارغ‌التحصیل شد. زمان کشته شدن، وی در دانشگاه لبنان در رشته حقوق تحصیل می‌کرد.

## زندگی شخصی
وی متأهل و دارای دو فرزند به نام احمد و علی بود.

## ترور
وی در ۲۰ مه ۲۰۰۲ در بیروت بر اثر انفجار اتومبیلش کشته شد. به گفته مقامات پلیس بیروت، در اتومبیل جهاد جبرئیل، نزدیک به دو کیلو مواد منفجره کار گذاشته بود. احمد جبریل و همفکران او این ترور را به موساد نسبت داده‌اند.
در خرداد ماه ۱۳۸۵ افرادی وابسته به اسرائیل در لبنان دستگیر شدند که به دست داشتن در این ماجرا اعتراف کردند.